# ジョージ・ハント
ジョージ・サムエル・ハント（George Samuel Hunt, 1910年2月22日 - 1996年9月19日）は、イングランド・サウス・ヨークシャー・メクスバラ出身のサッカー選手。

## 経歴
1929年にチェスターフィールドFCでデビューする前にバーンズリーFC、シェフィールド・ユナイテッドFC、ポート・ヴェイルFCでトライアルを受けたが、いずれも受かることは無かった。チェスターフィールドで僅か1シーズンのプレーの後、1930年6月に1500ポンドでトッテナム・ホットスパーFCへと移籍した。
トッテナムでは1931年から1934年までの3シーズン連続でクラブの最多得点者となるなど、エースストライカーとして活躍。1932-33シーズンは32ゴールを挙げ、1部昇格に貢献した。トッテナムでは公式戦通算で198試合に出場し、当時のクラブの最多得点記録となる138ゴールを挙げた。2022年現在でも歴代7位の記録である。
1937年にノース・ロンドン・ダービーのライバル、アーセナルFCへ7500ポンドの移籍金で加入。3ゴールにとどまったが、チームはリーグタイトルを獲得した。
1938年にボルトン・ワンダラーズFCへ4000ポンドで移籍。1938-39シーズンは23ゴールを挙げた。その後は第二次世界大戦の影響でキャリアを中断したが、1946年からはシェフィールド・ウェンズデイFCで2シーズンプレー。その後、現役を引退した。
イングランド代表としては3試合に出場。当時の世界記録である、13万6259人の観客を集めたスコットランド代表とのホームでの試合でデビューし、代表キャリアで唯一のゴールを決めたが、チームは1-2で敗れた。
現役引退後の1948年からはボルトンのコーチを務めた。1957-58シーズンのFAカップ優勝時のスタッフの1人だった。